# Manoir des Tourelles (Gatteville)
Le manoir des Tourelles est une demeure fortifiée, du XVIe ou XVIIe siècle, remaniée aux XVIIIe et XIXe siècles, qui se dresse sur le territoire de la commune française de Gatteville-le-Phare, dans le département de la Manche, en région Normandie.

## Localisation
Le manoir des Tourelles est situé au hameau de Denneville, le long de la D10, au débouché de l'ancienne route royale, à 2 kilomètres au sud-ouest de l'église Saint-Pierre de Gatteville-le-Phare, dans le département français de la Manche.

## Historique
Le manoir daté du XVIe ou du XVIIe siècle a probablement été construit par la famille de Hennot,.

## Description

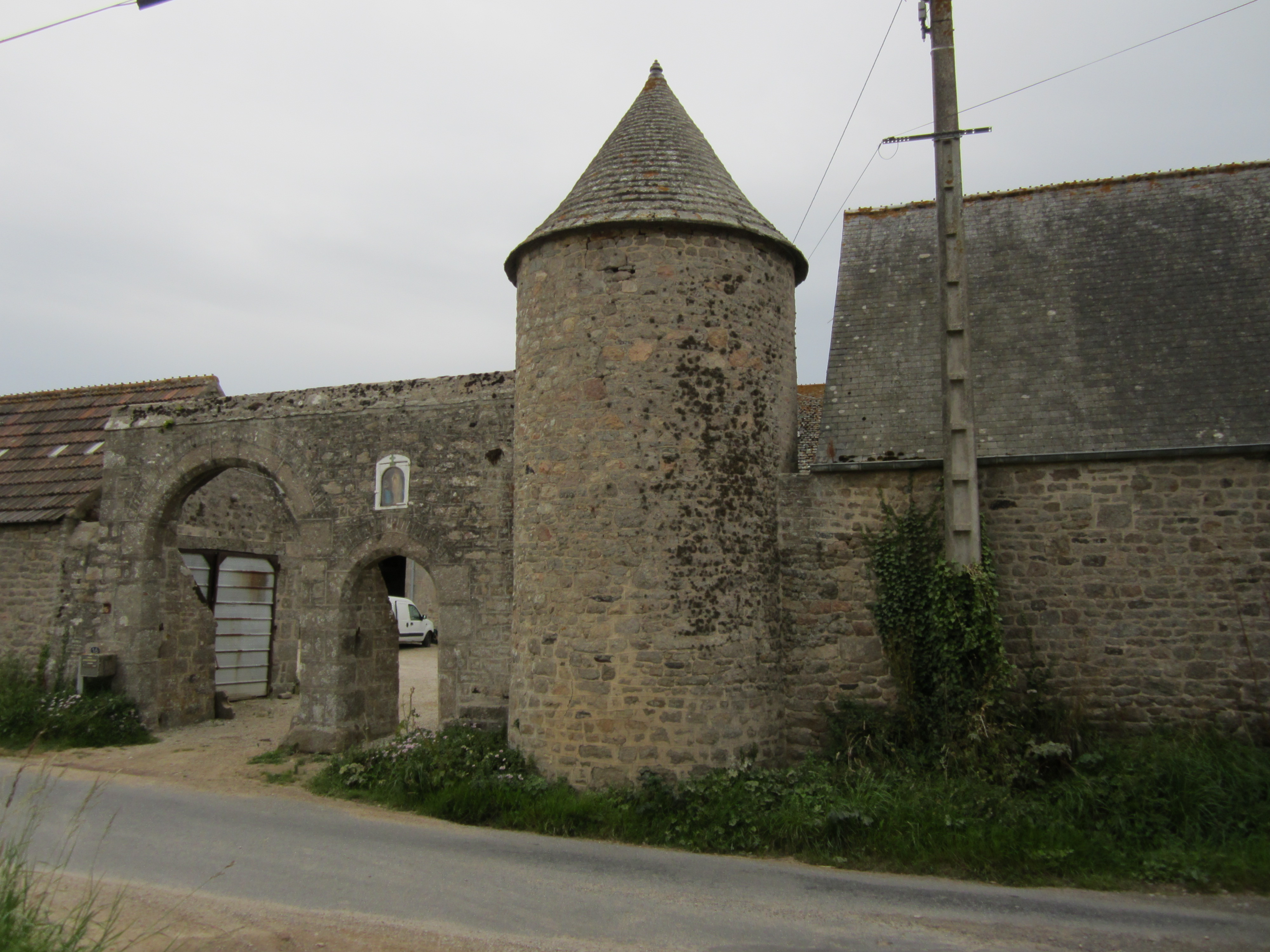
Porte double, charretière et piétonnière.

On accède au manoir par une porte double, charretière et piétonnière, flanquée sur sa droite par la tour du colombier, tourelle avec niche à pigeon, avec à sa base un « montoir »  à quatre marches pour les cavaliers. Le logis, du XVIe siècle, se trouve au fond de la cour, avec ses ouvertures remaniées aux XVIIIe et XIXe siècles. À l'arrière du logis, on trouve une tour d'escalier caractéristiques flanquée de gaines de tir dotée d'embrasure de tir.
À voir dans la cour un tour à pommes en granite où est montée une meule de pierre striée servant à broyer les joncs pour nourrir les chevaux. Sur l'axe du tour, on trouve un cadran solaire daté de 1630 provenant du prieuré de Réville.